# Dorchester Collection
Dorchester Collection est un opérateur d'hôtel de luxe appartenant à l'Agence d'investissement du Brunei (BIA), une branche du ministère des Finances du Brunei. Dorchester Collection possède et gère neuf hôtels cinq étoiles de luxe. Les hôtels sont : The Dorchester, The Beverly Hills Hotel, Plaza Athénée, Hôtel Meurice, Principe di Savoia, Hôtel Bel-Air, Coworth Park, 45 Park Lane et Hotel Eden.

## Restaurants
- Alain Ducasse et China Tang au Dorchester[1]
- Jean Imbert au Plaza Athénée[2]
- Restaurant le Meurice Alain Ducasse
- La Terrazza à l'hôtel Eden [3]
- Wolfgang Puck à l'hôtel Bel-Air [4]
- Polo Lounge à l'hôtel Beverly Hills [5]
- Restaurant Coworth Park à Coworth Park [6]
- CUT à 45 Park Lane
- Acanto à l'Hôtel Principe di Savoia [7]